# دراغان تركوليا
دراغان تركوليا (بالصربية: Драган Тркуља)‏ هو لاعب كرة قدم صربي في مركز الهجوم، ولد في 30 سبتمبر 1964 في سومبور في صربيا. لعب مع إس إس في أولم 1846.

## وصلات خارجية
- دراغان تركوليا على موقع قاعدة بيانات كرة القدم.إي يو (الإنجليزية)
- دراغان تركوليا على موقع بيانات كرة القدم. دي إي (الألمانية)
- دراغان تركوليا على موقع عالم كرة القدم.نت (الإنجليزية)